# Шпилак, Симон
Симон Шпилак (словен. Simon Špilak, 23 июня 1986 года, Тишина, Словения) — словенский профессиональный шоссейный велогонщик выступающий за команду мирового тура «Team Katusha».

## Достижения
2004
3-й  Чемпионат мира U19 в групповой гонке
2005
1-й  Чемпион Словении U23 в групповой гонке
2006
1-й Трофей Пореча
2007
1-й Ля Кот Пикард
1-й  Молодёжная классификация Тур Словении
2008
9-й Тур Фландрии
2009
1-й Этап 3 Тур Словении
2010
1-й  Тур Романдии
1-й  Молодёжная классификация
1-й Этап 4
3-й Тур Баварии
2012
4-й Париж — Ницца
8-й Тур Романдии
10-й Тур Страны Басков
2013
1-й Гран-при Мигеля Индурайна
1-й Эшборн — Франкфурт
2-й Тур Романдии
1-й Этап 4
4-й Тур Страны Басков
6-й Париж — Ницца
9-й Тур Швейцарии
2014
1-й Этап 5 Критериум Дофине
1-й Этап 3 Арктическая гонка Норвегии
2-й Тур Романдии
1-й Этап 3
4-й Тур Страны Басков
8-й Париж — Ницца
2015
1-й  Тур Швейцарии
2-й Тур Романдии
3-й Париж — Ницца
2016
7-й Тур Романдии
8-й Тур Страны Басков
9-й Тур Швейцарии
2017
1-й  Тур Швейцарии
1-й Этап 7
2-й Про Эцталь 5500
10-й Тур Страны Басков
2018
6-й Тур Швейцарии
9-й Гран-при Мигеля Индурайна
2019
5-й Trofeo Serra de Tramuntana
6-й Тур Калифорнии
9-й Тур Романдии
10-й Волта Алгарви

## Статистика выступлений
| Гранд Тур | 2008 | 2009 | 2010 | 2011 | 2012 | 2013 | 2014 | 2015 |
| --------- | ---- | ---- | ---- | ---- | ---- | ---- | ---- | ---- |
| Джиро     | 48   | -    | -    | 117  | -    | -    | -    |      |
| Тур       | -    | 109  | сход | -    | -    | -    | сход |      |
| Вуэльта   | -    | -    | -    | -    | -    | -    |      |      |